# Gula flodens översvämning 1938

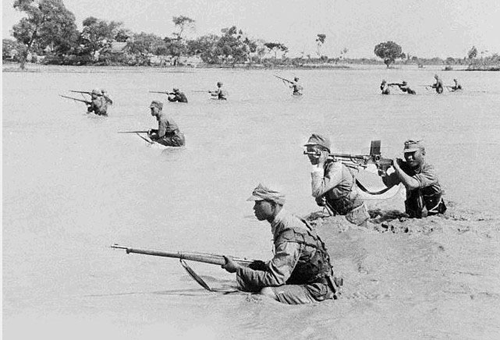
Kinesiska soldater i det översvämmade landet.

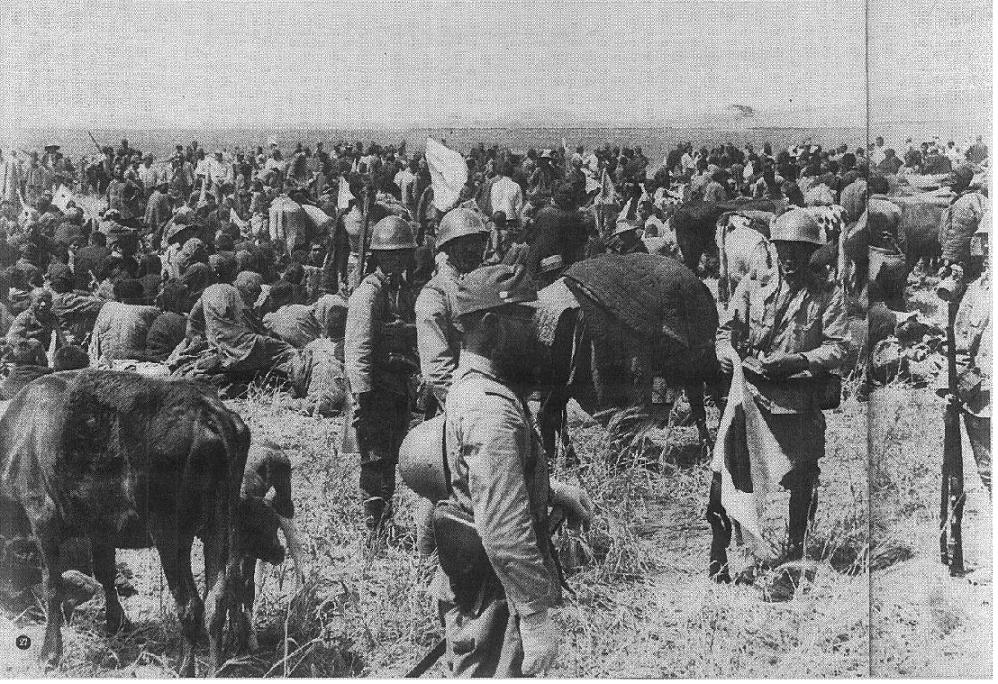
Flyktingar.

Gula flodens översvämning 1938 (kinesiska: 花园口决堤事件, huāyuán kǒu juédī shìjiàn) var en översvämning skapad av den kinesiska nationalistregeringen i centrala Kina under ett tidigt skede av andra kinesisk-japanska kriget i ett försök att snabbt hindra de japanska soldaternas framfart. Den har kallats en av "historiens största handlingar inom miljökrigföring."

## Strategiskt beslut och översvämning
Under kriget tågade Japans kejserliga armé framåt genom det kinesiska territoriet. Runt juni 1938 hade japanerna tagit kontroll över de flesta delarna av Nordkina. Den 6 juni intog de Kaifeng, huvudstad i Henan, och hotade även Zhengzhou. Zhengzhou var en järnvägsknut för järnvägarna Pinghan och Longhai, och japanska vinster ansågs hota städerna Wuhan och Xi'an.
För att stoppa Japans framfart i västra och södra Kina beslutade sig Chiang Kai-shek, på förslag av Chen Guofu, att öppna vallarna längs med Gula floden utanför Zhengzhou. Den ursprungliga planen gick ut på att förstöra Zhaokous vallar, men på grund av svårigheter förstördes i stället vallarna vid Huayuankou den 5 och 7 juni, vid de södra bankarna. Vattnet forsade in i Henan, Anhui och Jiangsu. Översvämningarna drabbade och förstörde tusentals kvadratkilometer jordbruksmark och flyttade flodens mynning hundratals kilometer söderut. Tusentals byar översvämmades eller förstördes, och miljontals bybor tvingades lämna sina hem och blev flyktingar. En officiell nationalistkinesisk efterkrigskommission uppskattade att 800 000 personer dränktes.

## Kontrovers
Den strategiska betydelsen har ifrågasatts. De japanska soldaterna var utom räckvidd, antingen norrut och österut eller söderut. Deras framfart mot Zhengzhou hindrades, men de intog Wuhan i oktober genom att anfalla från annat håll. Japanerna lyckades inte ockupera Henan förrän sent under kriget, och deras grepp om Anhui och Jiangsu förblev svagt. De flesta städerna och transportförbindelserna i områdena som översvämmats hade japanerna redan tagit kontrollen över; och efter översvämningen kunde de inte stärka sin kontroll över området, och stora delar av blev gerillaområden. Antalet offer är omtvistat och uppskattningar skall ha reviderats av kinesiska staten och andra forskare under kommande årtionden.

## Följder
Vallarna återuppbyggdes 1946-1947, och flodens läge återställdes till samma förhållanden som före 1938.

### Fotnoter
1. ↑  Steven I. Dutch, "The Largest Act of Environmental Warfare in History," Environmental & Engineering Geoscience 15.4 (November 2009): 287-297.
2. ↑  Jay Taylor, The Generalissimo: Chiang Kai-Shek and the Struggle for Modern China (Cambridge, MA: Belknap Press of Harvard University Press,  2009): 154-155.
3. ↑  Diana Lary.  "Drowned Earth: The Strategic Breaching of the Yellow River Dyke, 1938," War In History. 2001 Apr 1;8(2): 191-207. In: Academic Research Library [database on the Internet] [cited 2010 Sep 21]. Available from: http://www.proquest.com/; Document ID: 1082337951.